# TriStar Pictures
TriStar Pictures (1991-ig Tri-Star, a képernyőn 1992 óta TRISTAR néven szerepel) amerikai filmstúdió és produkciós cég, amely a Sony Pictures Motion Picture Group tagja, a Sony Entertainment's Sony Pictures leányvállalata, amely szintén a japán Sony Group Corporation multinacionális cégcsoport tagja. A TriStar Pictures a régebb óta működő Sony stúdió, a Columbia Pictures testvérstúdiója.
A TriStar Pictures 1982-ben alakult, és Victor Kaufman alapította Nova Pictures néven.

## Logó
A TriStar logóján egy Pegazus látható (akár álló, akár a képernyőn átrepülő). Az ötlet a cégvezető Victor Kaufman-tól ered, ami a családja lovak iránti érdeklődése miatt született. Az eredeti logó Sydney Pollack segítségével készült, aki a Tri-Star tanácsadója volt. A logóban szereplő ló ugyanaz a ló volt, mint amit Pollack A Las Vegas-i lovas című filmjében használt. A filmben a ló sötét volt, ezért Pollack megváltoztatta a grafikát, hogy a logóban fehérnek tűnjön.
A második logót eredetileg Alan Reingold festette, és 1992-ben debütált (a televíziós részleggel egy időben), a Columbia Pictures társstúdióval együtt, mindkét logó felhőkből álló háttérrel. A moziváltozatot az Intralink Creative animálta 1993-ban. A fehér ménest a Santa Monica-i repülőtér egyik hangárjában forgatták. A szárnyak valódi fehér tollak és számítógépes generált képek kombinálásával készültek, majd számítógépes morfózással egyesítették a Pegazussal. A háttér éjjeli kék. A felhőket a Mauin található Haleakala kráterből vették fel.
2015-ben új TriStar Pictures-logó készült, amely a Kötéltánc című filmben debütált. Ezúttal a JAMM VFX animálta. A felhők teljesen fehérek ebben a változatban, és egyértelműen nappal van; maga a Pegazus is fehér.
A TriStar Pictures eredeti zenéjét, amely a stúdió logóját kísérte, Dave Grusin jazz-zenész komponálta. A témát 1993-ban Bill Johnson készítette, majd 1998-ban újra feldolgozta.